# Gummo
Gummo es una película estadounidense de 1997 escrita y dirigida por Harmony Korine. Esta película, el debut como director de Korine, fue grabada en Nashville, Tennessee. Centrada en la vida de algunos habitantes de un pueblo de bajos recursos de Estados Unidos, se la considera una película de culto.

## Argumento
Un narrador hace un recuento de la devastación hecha por un tornado en un pequeño pueblo estadounidense, y se ven videos caseros del suceso. La escena cambia a un chico que lleva pantalones cortos y orejas de conejo encima de un viaducto peatonal.
Los protagonistas, Tummler y Solomon, se dedican a recorrer su barrio en sus bicicletas, en busca de gatos abandonados, que matan para venderlos a un negocio local. Mientras tanto, dos niños vestidos de vaqueros se divierten en un cementerio automovilístico. Entonces aparece el chico de las orejas de conejo y es atacado por los vaqueros, quienes le disparan con pistolas falsas: el chico de las orejas cae "muerto" y ambos chicos, aburridos, lo dejan tirado en el suelo tras haberlo humillado verbalmente.
Los cazadores de gatos descubren que otro chico está envenenando gatos, y al dar con Jarrod Wiggley, descubren que vive con su abuela, quien está conectada a una máquina de respiración artificial. Tummler y Solomon entran a la casa de Jarrod para descubrir que la abuela lleva muerta un tiempo.
Se muestran varias pequeñas escenas aleatorias que van desde un hombre ebrio hablando con un enano, rituales satánicos, material de video casero, un grupo de personas en una cocina destruyendo sillas y una larga escena de Solomon bañándose y comiendo en una tina de agua sucia. Ahora Tummler y Solomon disparan contra el cuerpo del gato negro de las hermanas, mientras el chico con orejas de conejo está en una piscina con ellas. Al final aparece una muchacha cantando en la cama de sus padres.

## Reparto
- Jacob Reynolds como Solomon.
- Nick Sutton como Tummler.
- Linda Manz como La madre de Solomon.
- Chloë Sevigny como Dot.
- Carisa Glucksman como Helen.
- Darby Dougherty como Darby.
- Jacob Sewell como El chico conejo.
- Mark Gonzales como El luchador de la silla.
- Max Perlich como Cole.
- Daniel Martin como Jarrod Wiggley.
- Harmony Korine como El chico en el sofá.

## Producción

### Preproducción
En el proceso de escritura de la película el director dejó de lado la tradicional estructura de tres actos. La cinta está compuesta por pequeño momentos o escenas, que juntas se convierten en una narrativa. El lugar retratado es un pequeño pueblo estadounidense que fue azotado por un tornado. El director de fotografía Jean Yves Escoffier trabajó con Korine tras leer el guion.
El director visitó varios lugares para la filmación de escenas y solicitó a gente local aparecer en la película. En palabras de Korine, «visité el lugar donde crecí, esta gente es interesante para mi, quiero mostrarlas en la película de una forma realista". Chloë Sevigny se encargó del diseño del vestuario, usando mezclas de la indumentaria local de las personas». Además, el director hizo uso mayoritario de no actores para formar el elenco completo.
Para los dos protagonistas principales, Korine vio a Jacob Reynolds interpretando un pequeño papel en The Road to Wellville, y mencionó: "Es muy visual, no me canso de verlo..." Respecto a Reynolds y su personaje dijo: "el personaje de Solomon no es un chico como otros de este mundo". El actor Nick Sutton fue visto por el director en un programa de televisión, y sobre él mencionó: "es la clase de chico que busco, ese es mi Tummler". Korine no eligió a los actores por como leían el guion, sino que fueron elegidos por el "aura visual" que generaban y su impresión.

### Filmación
La cinta fue filmada en algunas locaciones en barrios pobres de Nashville, Tennessee. El productor Cary Woods comentó que "en esencia estábamos buscando la clase de pobreza que se suele ver en países del tercer mundo, vemos pequeñas casas con una familia numerosa y demasiadas cucarachas y bichos por las paredes". Korine menciona que incluso se tuvo que sacar cosas de las casas para poder introducir el equipo de filmación. El director animaba a los actores a improvisar y ser espontáneos, y mencionaba: "si un actor fuma crack, déjalo hacerlo antes de la escena y grabarlo drogrado, que hagan lo que sea sin tener consecuencias". El productor Scott Macaulay comentó: "dejar que improvisaran trajo buenos resultados, fue una experiencia muy emocional". Korine además resaltó que "quería mostrar cómo es inhalar pegamento, por ejemplo. No quiero juzgar a nadie. Por esto es que no trabajo mucho con actores, los no actores pueden darte algo de sí mismos".
La técnica de filmación fue variada, y el director prefirió usar un estilo diferente en cada escena. Entre las escenas fueron usadas cintas de 35mm, 8mm y 16mm. Según palabras de Korine: "Quería que todo se sintiera como que fue hecho por alguna razón. Fue filmado en video porque no pueden usar 35mm o fue grabado con una Polaroid porque no tenían otra cosa para grabar". Para la escena de la cocina y la lucha con la silla, la mayoría de los miembros del equipo de filmación estuvieron fuera de la habitación, dejando a los actores encerrados en la cocina. Korine felicitó a Jean Yves Escoffier, director de fotografía, porque "capturó de manera sorprendente la escena".

### Música
La película muestra un amplio rango de música de la cultura pop estadounidense, como canciones de Madonna, Almeda Riddle y la canción infantil My Little Rooster. Destaca la aparición de música black metal de bandas como Bethlehem, Mystifier, Absu y Burzum.

## Estreno
La película fue estrenada en la edición número 24 del Festival de cine de Telluride, en agosto de 1997. Recibió una mención especial en el Festival Internacional de Cine de Venecia por parte del jurado del FIPRESCI. Fue distribuida en Estados Unidos por Fine Line Features en octubre de 1997, con clasificación R (aparición de violencia, comportamiento inadecuado de menores, abuso de sustancias y lenguaje inapropiado).

## Recepción
Con una calificación de 33% en el sitio web Rotten Tomatoes, Gummo destaca también por su baja nota en el sitio Metacritic, con 19/100 puntos. El director Lukas Moodysson listó la película como una de sus 10 favoritas de la lista Sight and Sound Poll. David Stratton, de SBS, mencionó que la cinta es "una advertencia para que los amantes de los gatos la eviten", y además la llamó "una película muy original". La reseña hecha por el diario The New York Times la nombra la peor película del año, agregando que el director explota a los no actores por ser "personas extrañas", en referencia al uso de personas con enanismo, albinismo y síndrome de Down.